# National Museum of African American History and Culture

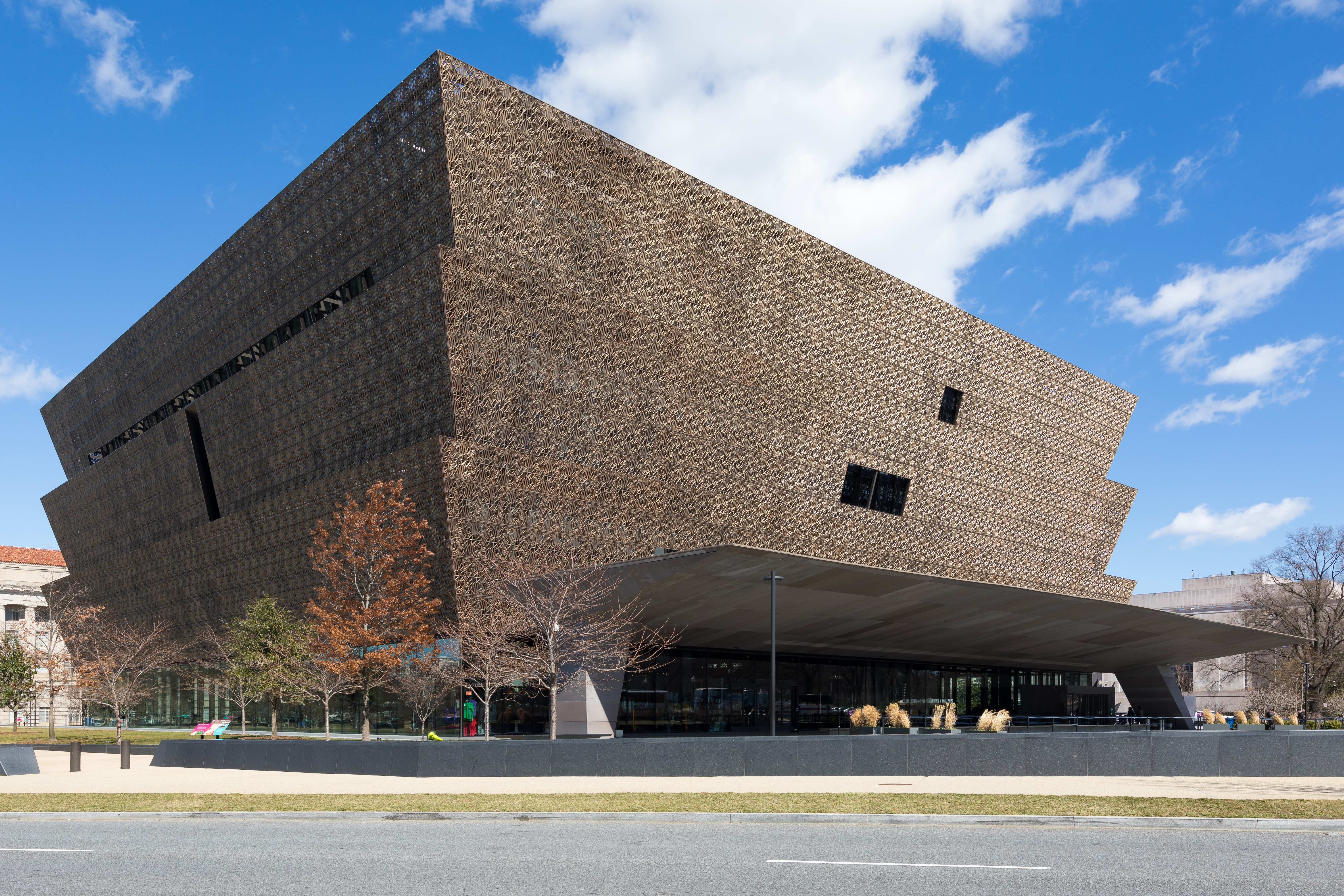
Museumsgebäude des National Museum of African American History and Culture (Februar 2020)

Das National Museum of African American History and Culture (NMAAHC) ist ein Museum der Smithsonian Institution in Washington, D.C. Das Museum wurde 2003 gegründet und am 24. September 2016 eröffnet. Das Gebäude wurde an der National Mall in Washington errichtet und ist der Kultur und Geschichte der Afroamerikaner gewidmet.

## Geschichte
Das National Museum of African American History and Culture wurde im Jahr 2003 durch ein vom Kongress erlassenes Bundesgesetz gestiftet. Als Trägerin wurde die Smithsonian Institution beauftragt, die im Januar 2006 den Standort für das zu errichtende Museumsgebäude festlegte: an der Washingtoner Constitution Avenue zwischen dem Washington Monument und dem National Museum of American History. Das neue Museum ist das 19. von der Institution betriebene Museum. Als einziges Nationalmuseum der Vereinigten Staaten zur afroamerikanischen Geschichte und Kultur wurde es am 24. September 2016 in Anwesenheit von Präsident Barack Obama eröffnet. Baubeginn war im Februar 2012, bei der Grundsteinlegung hielten Barack Obama und Barbara Bush Reden.

## Sammlungen
Die Sammlungen des NMAAHC decken die Hauptperioden der afroamerikanischen Geschichte ab und die Herkunft aus Afrika; sie beinhalten die Geschichte der Sklaverei, die Zeit der Reconstruction, die Harlem Renaissance, die Bürgerrechtsbewegung der 1950er und 1960er Jahre und das 21. Jahrhundert. Zu den Ausstellungsobjekten gehören u. a.:
- die Harriet-Tubman-Sammlung, die ihren Hymnar sowie einen von Königin Victoria geschenkten Umhang beinhaltet
- ein Jim-Crow-Eisenbahnwagon (Wagon mit nach Rassen getrennten Sitzplätzen)
- ein rotes Cadillac-Cabriolet von Chuck Berry (Jahr 1973)
- die Black Fashion Museum Collection (rund 1000 Teile)
- ein Trainingsflugzeug PT-13 Stearman der Tuskegee Airmen von 1942 (Zweiter Weltkrieg)
- Kunstwerke von Charles Alston, John Biggers, Elizabeth Catlett, Jacob Lawrence, Lorna Simpson, Romare Bearden, Archibald John Motley Jr., Henry Ossawa Tanner und Frederick C. Flemister
- Emmett Tills Sarg von 1955
- eine Sklavenunterkunft von Edisto Island (Sea Islands) aus der ersten Hälfte des 19. Jahrhunderts
- die Selmer-Trompete von Louis Armstrong
- Halseisen und Fußfesseln afrikanischer Sklaven von einem portugiesischen Schiff[3]
- Ausstellung von (Florida-)Highwaymen-Gemälden verschiedener Künstler[4]

## Museumsgebäude

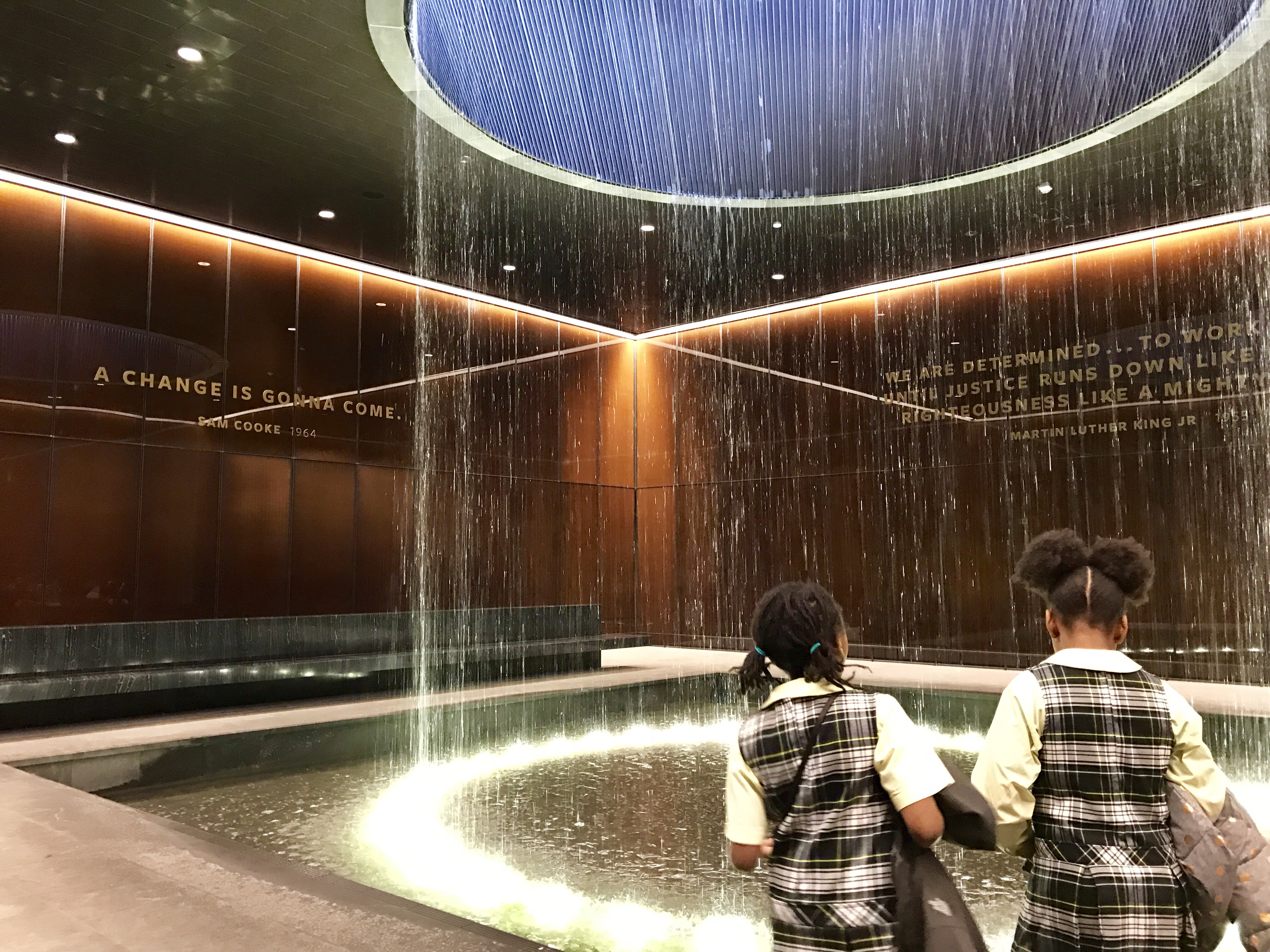
Wasserfall im Gebäude, inzwischen einer der beliebtesten Orte innerhalb des Museums

Das Gebäude soll den „African American Spirit“ verkörpern und ist an die Einteilung einer klassischen, dreiteiligen Säule mit Basis, Schaft und Kapitell angelehnt. In Kunst und Architektur des Yoruba-Volkes wurde eine Säule von einem kronenanmutenden Kapitell abgeschlossen, das sich stilisiert in den sich nach oben weitenden Stockwerkselementen des neuen Museums wiederfindet. Die geschätzten Baukosten liegen bei 500 Millionen US-Dollar. Die Hälfte der Kosten wurden von Spendern getragen; neben einigen großen Spenden kamen auch viele kleine Spenden zusammen. 60 Prozent der Ausstellungsfläche liegen unter der Erde.
Mehrere Architekturstudios waren an dem Entwurf und der Ausführung beteiligt: The Freelon Group, Adjaye Associates, Davis Brody Bond und die SmithGroup. Die leitenden Architekten waren Philip Freelon und David Adjaye.
Das Design Museum London kürte das Gebäude im Gestaltungswettbewerb Beazley Design of the Year 2017 sowohl zum Preisträger der Kategorie Architektur als auch zum Gesamtsieger.

## Filme
- Das Schwarze Museum: Ein Monument für die Geschichte und Kultur der Afroamerikaner. 52-minütige Filmdokumentation von Oliver Hardt für das ZDF (Deutschland 2017)